# 亞歷山德里夫卡 (涅任區)
50°43′48″N 31°41′18″E / 50.73000°N 31.68833°E
亞歷山德里夫卡（烏克蘭語：Олександрівка），是烏克蘭北部的村莊，隸屬切爾尼希夫州的尼任區。該村始建於1800年，面積2.01平方公里，海拔高度135米，2006年人口523，人口密度每平方公里259.2人。